# Військово-морські сили Союзу

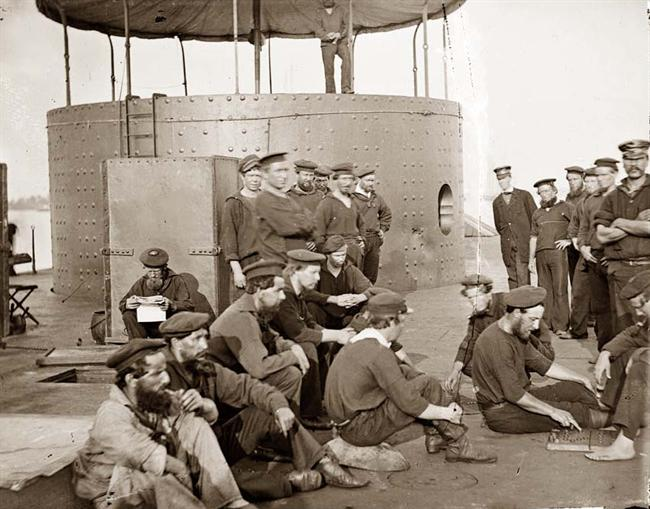
Команда USS Monitor, після бою з CSS Virginia (колишній USS Merrimack)

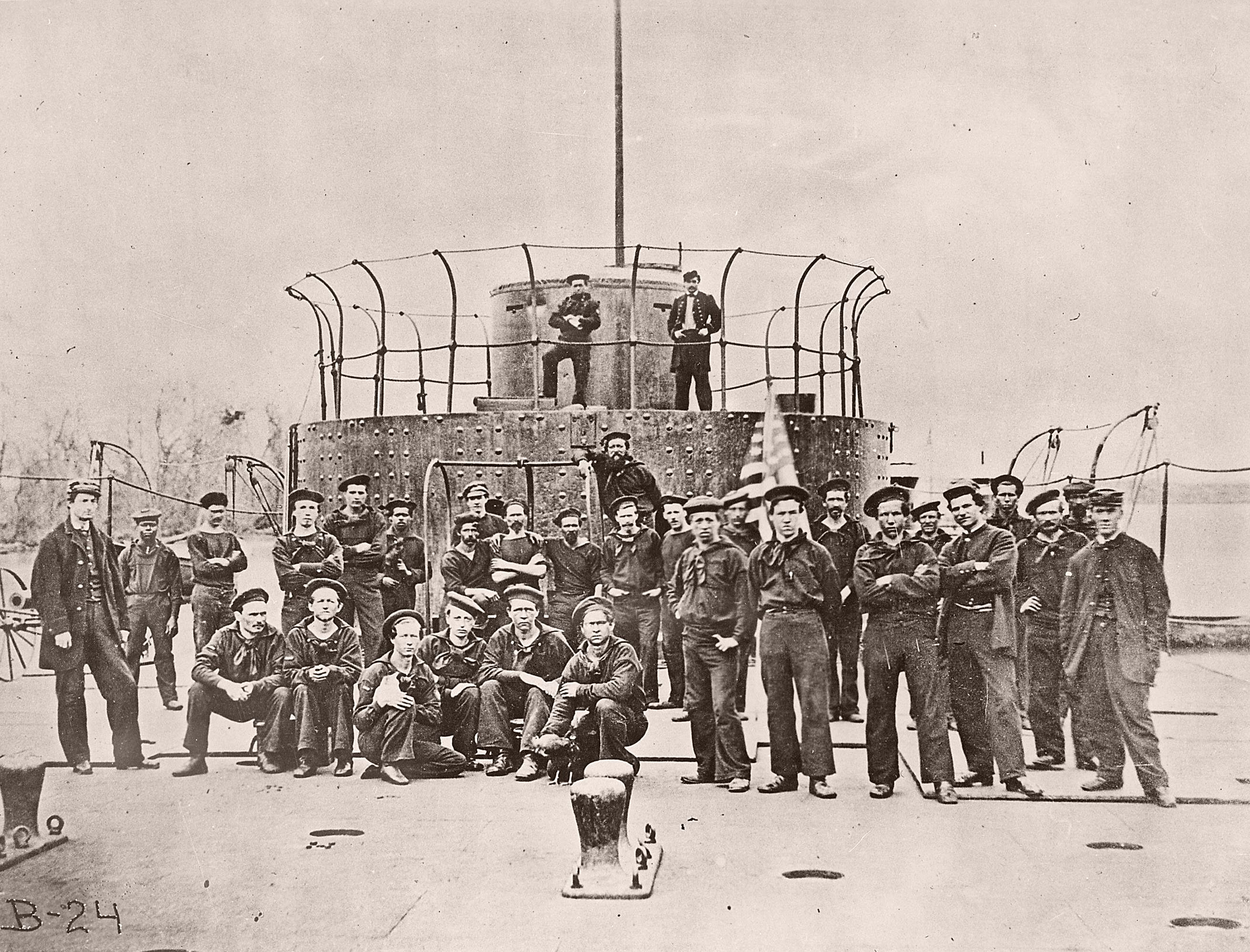
Екіпаж USS Lehigh (1863) у 1864 або 1865.

Військово-морські сили Союзу (англ. Union Navy) були військово-морськими силами США (USN) під час громадянської війни в США, коли він воював з флотом Конфедерації (CSN). Цей термін також легковажно  використовують по відношенню до кораблів які під час війни використовували на річках які належали армії США, яку також називали армією Союзу.

## Основні завдання
Основними завданнями флоту Союзу були:
1. Підтримка блокади портів Конфедерації, затримка усіх кораблів які намагалися прорвати блокаду; блокада була оголошена президентом Лінкольном 19 квітня 1861 і тривала до кінця війни.
2. Боротьба з бойовими кораблями флоту Конфедерації.
3. Можливість вести війну у віддалених штатах куди не могла дістатися сухопутна армія Союзу.
4. Вогнева та транспорта підтримка армії.

## Трансформація
Для створення сучасного флоту необхідно було пройти шлях перетворення. Під час війни вітрильні кораблі витіснили парові кораблі. Судна створювали з нуля тому в них виникали чисельні проблеми. Дерев'яні корпуси спочатку захищали броньованими плитами, але незабаром їх витіснили суцільно залізні або сталеві кораблі. Кількість гармат зменшилася, але зросли їхні розміри та дальність; зменшення чисельності компенсувалася установкою гармат у обертові башти або на спеціальні рейки по яким гармата наводилася у потрібному напрямку.
Зміни які з'явилися під час війни були однаково важливими. В системі різних бюро флоту було додано бюро парової техніки, що свідчить про перехід ВМС США з вітрил на парову тягу. Найважливішим у співпраці між армією і флотом, при виконанні спільних операцій, стала поява еквівалентних офіцерських рангів в армії та на флоті. З появою рангів адміралів передбачалася зміна військово-морської доктрини, де на зміну операціям з окремими кораблями почали використовувати флот.

## Кораблі

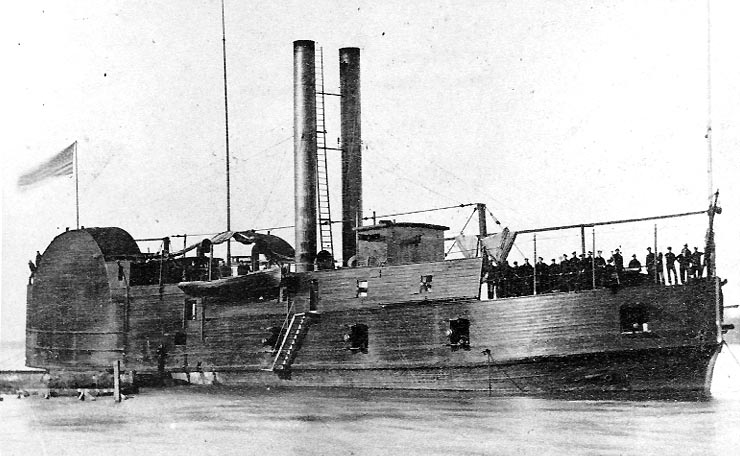
USS Conestoga, перероблений канонерський човен який ніс службу на річці Міссіссіппі.

На початку війни, флот Союзу мав 42 кораблі на озброєнні. Інші 48 було закладено і були готові вступити в стрій як тільки команди будуть готові, але лише декілька були готові до дії. Більшість з кораблів були вітрильними, деякі з них були застарілими, а один (USS Michigan) ніс службу на озері Ері і його не можна було перевести до океану. Під час війни кількість кораблів які були прийняті на озброєння збільшилася у 15 разів, тому наприкінці війни флот США мав 671 корабель.
Флот налічував велику кількість кораблів різних типів, деякі з таких типів раніше ніколи не використовувалися у морській війні. Через характер конфлікту, значна частина якого проходила на річках або на узбережжі, кораблі які могли діяти на океанських просторах не були потрібні. Щоб задовольнити потреби війни федеральний уряд розробив новий тип бойового корабля, монітор, який названий був на честь бойового корабля USS Monitor. Флот США  взяв на озброєння річкові канонерки які були розроблені для армії США, але розроблені морськими спеціалістами і які отримали назву канонерські човни Еда. Так звані двосторонні човни могли маневрувати у річках та гаванях. Флот Союзу також проводив експерименти з підводними човнами до того як Конфедерати створили свій підводний човен CSS Hunley; в результаті USS Alligator став провалом через відсутність потрібних цілей. Спираючись на розробки Конфедерації, флот Союзу розробляв та використовував мінні човни, невеликі судна які мали жердяні міни і які були попередниками сучасних торпедних катерів та есмінців.
Через поспіх у розробці і будуванні, більшість кораблів які були прийняті на озброєння флоту ВМС у той період, були не придатними для використання у постійній системі оборони. Тому наприкінці війни більшість з них була списана, а не законсервована. Кількість суден скоротилася до довоєнного рівню.

## Звання
| Офіцерські звання у флоті Союзу | Офіцерські звання у флоті Союзу | Офіцерські звання у флоті Союзу | Офіцерські звання у флоті Союзу | Офіцерські звання у флоті Союзу | Офіцерські звання у флоті Союзу | Офіцерські звання у флоті Союзу | Офіцерські звання у флоті Союзу | Офіцерські звання у флоті Союзу | Офіцерські звання у флоті Союзу | Офіцерські звання у флоті Союзу |
| Адмірал                         | Віце-адмірал                    | Контр-адмірал                   | Комодор                         | Капітан                         | Командер                        | Лейтенант-командер              | Лейтенатнт                      | Мастер                          | енсін                           |                                 |
| ------------------------------- | ------------------------------- | ------------------------------- | ------------------------------- | ------------------------------- | ------------------------------- | ------------------------------- | ------------------------------- | ------------------------------- | ------------------------------- | ------------------------------- |

## Заснування

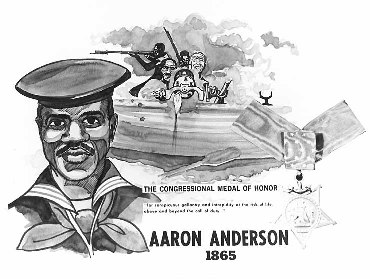
Аарон Андерсон, матрос флоту Союзу нагороджений медаллю Пошани.

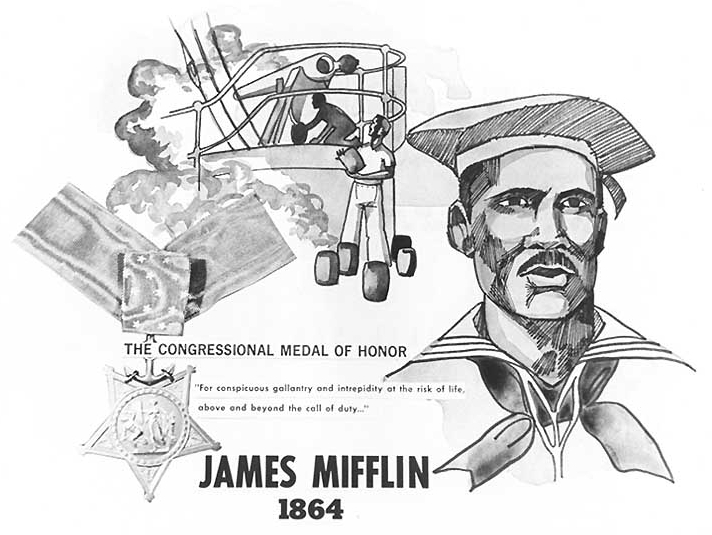
Джеймс Міффлін, матрос флоту Союзу нагороджений медаллю Пошани.

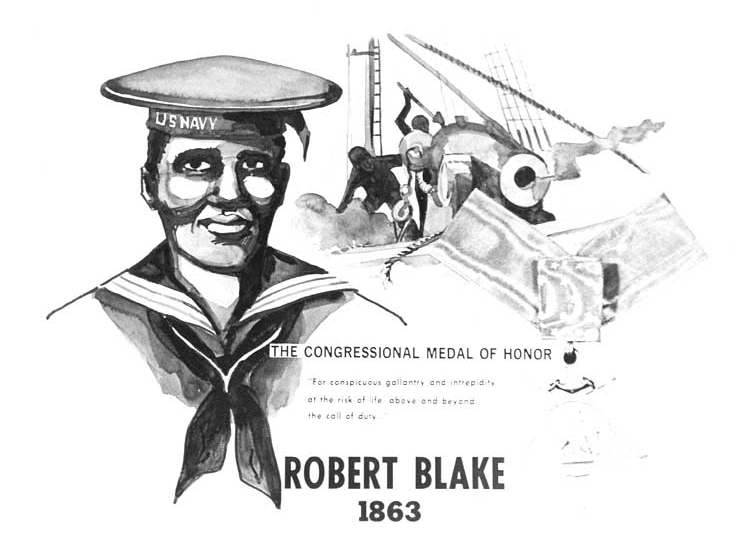
Роберт Блейк, матрос флоту Союзу нагороджений медаллю Пошаниr.

Найвищим званням яке мали морські офіцери на початку війни було звання капітана. (За конституцією Конфедерації передбачала звання адмірала, але це звання можна було отримати лише за відвагу в бою. Звання адмірала отримав лише Франклін Б'юкенен після битви на рейді Гемптон-Роудс.) Через це виникали проблеми, коли в бою брали участь багато кораблів, без чітко сформованої ланцюга команд. Крім того при спільних операціях флоту та армії, виникали проблеми з підпорядкуванням, коли капітан ВМС, звання якого дорівнювало званню армійського полковника, повинен був підпорядковуватися армійських генералам. Тому після першого року війни було прийнято рішення створити систему підпорядкувань, схожу на таку систему у Королівських ВМС Великої Британії. Система рангів яка відповідала армійській системі рангів була створена влітку 1862. Найбільш помітною зміною стала поява рангів коммодора, контр-адмірала, віце-адмірала та адмірала, всі нові офіційні звання були еквівалентні званням бригадного генерала, генерал-майора, генерал-лейтенант та генерала, відповідно.
Одночасно було переглянуто доктрину. До війни ВМС США надавали перевагу діям окремих кораблів, але протягом конфлікту було переглянуто військово-морську доктрину на користь використання флотів. Так у битві при Порт-Ройялі 7 листопада 1861, було використано 77 кораблів, в тому числі 19 бойових. Це був найбільший морський флот який ходив під американським прапором, але це протрималося не довго. Подальші операції у Новому Орлеані, Мобайлі та інших місцях показали, що у сучасних операціях треба використовувати великі флоту.
Система морських бюро було переглянуто влітку 1862. Деякі старі бюро були перероблені або змінили назви. Найбільшою зміною стало створення бюро парової техніки. Його створення значило, що ВМС США перейшли з вітрил на паровий рушій. У цьому рішенні було закладено більше ніж може здатися на перший погляд, виникла потреба створення вугільних станцій по всьому світу, що значно змінило відношення країни до колоніалізму.
Під час війни особовий склад флоту Союзу становив 84415 особи. Флот Союзу втратив 6233 осіб, з яких 4523 загинуло. 2112 матросів Союзу загинули від ворожого вогню, а 2411 померли від хвороб та поранень. Флот Союзу втратив 1710 осіб пораненими або через хвороби. На початку війни у флоті Союзу перебувало 8000 осіб, 7600 матросів та унтер-офіцерів і 1200 офіцерів. Кількість персоналу зросла в п'ять разів відносно початку війни. Більшість з цих людей було волонтерами які бажали служити тимчасово, на відміну від тих хто робив кар'єру на флоті до війни. Більшість цих волонтерів називали «сухопутними», щоб відрізняти від рекрутів. Сама назва вказувала, що люди не мали досвіду військово-морської служби або він був невеликим, хоча ті матроси які до війни служили у торговельному флоті мали кращі показники. Ключовою особливістю рекрутингової кампанії на флот було те, що волонтерам пропонували вищу платню на флоті ніж тим хто йшов служити до армії, а також пропонували більшу свободу і можливість побачити різні країни. Вища платня ніж у армії була спрямована на залучення професійних матросів і інших осіб яким було б зручніше вступити в бій в знайомій обстановці.

### Матроси

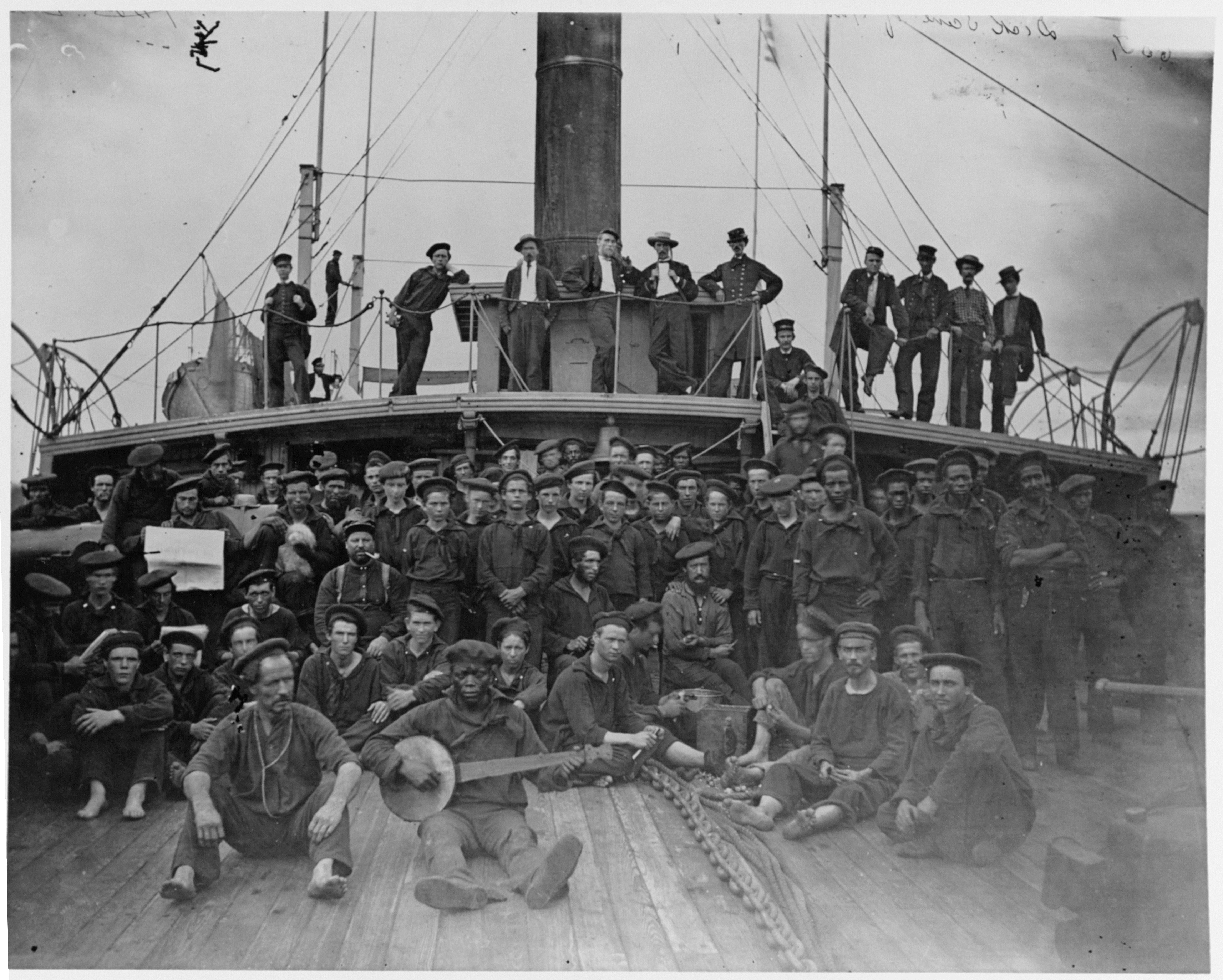
Матроси з USS Hunchback на річці Джеймс; приблизно п'ята частина матросів на фотографії є чорношкірими.

Матроси Союзу відрізнялися від солдатів. Зазвичай матросами були безробітні робітники з міст, а також колишні іммігранти. А от серед солдатів більшість була фермерами. Вони рідко добровільно приєднувалися до Союзу, боролися проти рабства або проявляли відвагу, частіше їх брали у армію силоміць. Майкл Беннетт писав:
|  | Типовий матрос Союзу це міцний, прагматичний і цинічний чоловік, яка не дуже терпіла патріотизм, реформи та релігію. Він багато пив, багато бився і мало молився. Він надавав перевагу пригодам, а не стабільності і прагнув до швидкої і прибуткової роботи, а не до постійної і стабільної роботи в умовах жорсткого обмеження нової ринкової економіки. Він був грубим, брудним і нечестивим. Він був людиною не свого часу, агресивно мужній у той час як Північне суспільство схилялося до благородних чоловіків. В цілому матроси Союзу виявилися менш прихильними до цінностей Півночі і були менше ідеологічними, ніж солдати, для яких основними цінностями під час війни були воля, успіх на ринку та конституційний уряд. |

Приблизно 10000 матросів флоту Союзу були чорношкірими; сім з них отримали Медаль Пошани. Напруженість між білими та чорними (яких називали контрабандою) матросами під час війни була серйозною. Беннетт писав:
|  | Більшою мірою білі матроси відмовлялися визнавати контрабанду матросами. Вони робили це через заплутане поєднання расових забобонів, невтішних стереотипів, які прирівнювали матросів до рабів, а також страх робітничого класу проти чорношкірих, які були їхніми конкурентами на ринку праці. Поєднання всіх цих напружень врешті-решт спричинило соціальну війну, яку моряки назвали «тертями», — де білі по расистські, іноді жорстоко, відносилися до колишніх рабів, які служили поряд з ними. |

## Блокада
19 квітня 1861 року президент Авраам Лінкольн проголосив блокаду портів штатів які відокремилися, це був перший законодавчий акт виданий його адміністрацією після обстрілу форту Самтера. В перші дні конфлікту цей заклик існував лише на папері, але став більш жорстким через продовження війни. Хоча блокада ніколи не була ідеальною, вона сприяла ізоляції Півдня і прискорила девальвацію їхньої валюти.
Для управління блокадою військово-морські сили були розділені на чотири ескадри: Північно-атлантичну, Південно-атлантичну, блокадні ескадри Східної та Західної затоки. П'ята ескадра, річкова ескадра Міссіссіппі, була сформована наприкінці 1862 для участі у Віксбергській кампанії та її наслідках; це не було пов'язано з блокадою.

## Вторгнення

«Чудовий військово-морської тріумф на Міссісіпі, 24 квітня 1862 року» (Літографія Кюрі та Івса)

Два перших вторгнення на Південь саме і призначалися для блокади та подальших дій. Після захоплення мису Гаттерас більша частина сходу Північної Кароліни незабаром була зайнята армією Союзу. Легкий успіх у Північній Кароліні не вдалося повторити після захоплення Порт-Ройяла у Південній Кароліні, розширити плацдарм не вдалося оскільки війська Союзу зустріли супротив. Чарльстон не здавався до останнього дня війни. Пізніше було захоплено Фернандін у Флориді який повинен був стати ядром Атлантичної блокади. Після цього було захоплено Джаксонвілль та південну частину Джорджії, але це не було частиною великого завоювання. Це в основному співпадало з рішенням уряду Конфедерації покинути узбережжя, залишивши лише кілька основних портів. Наприкінці війни завдяки флоту було захоплено затоку Мобіл, але спробу відбити затоку конфедерати не робили.
Захоплення Нового Орлеану лише частково пов'язане з блокадою, тому що Новий Орлеан був майже повністю в облозі. Це було важливо, однак, з ряду інших причин. Прохід через кілька фортів біля міста флотом Фаррагута показав, що стаціонарні укріплення не дуже допомагають проти парових кораблів, тому дуже важливо для національної оборони розвивати флот як і армію. Також це дало можливість атакувати Конфедерацію вздовж всієї Міссісіпі, згодом це виявилося дуже важливим під час кампанії по розділенню Конфедерації. Це довело не спроможність Конфедерації захищати саму себе, а тому європейські країни мали підставу не визнавати Конфедерацію.
Фінальною важливою дією флоту став штурм форту Фішер, у гирлі річки Кейп-Фір у Північній Кароліні. Це була одна з кількох спільних операцій армії та флоту. Захоплення форту закрило доступ до Вілмінгтону, останній відкритий порт Конфедерації. Менш ніж за три місяці Конфедерація здалася.

## Битви

### Узбережжя та океан

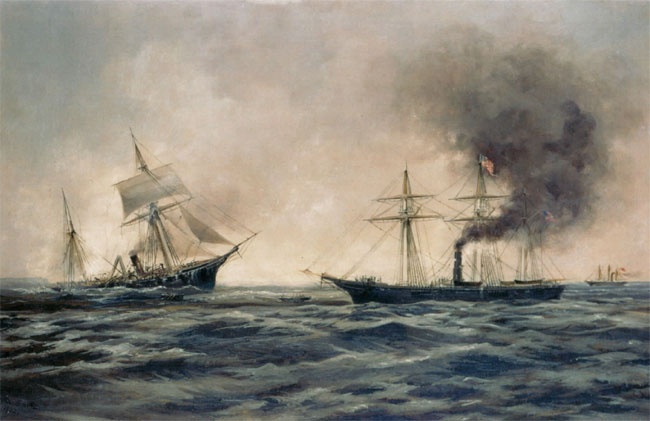
Зустріч між USS Kearsarge та CSS Alabama, біля берегів Шербуру, Франція, 19 червня 1864 року.

- Батареї на вході в Гаттерас: Битва при Порт-Роялі: Експедиція Бернсайда: битва у острова Роанок
  - Битва біля Елізабет-Сіті
  - Битва за Новий Берн
  - Облога форту Макон
- Битва на рейді Гемптон-Роудс
- Битва за форти Джексон та Св. Філліп
- Битва при Дрюріс-Блафф
- Битва за Галвестон Гарбор
- Перша битва при Чарльстонській гавані
- Друга битва при Чарльстонській гавані
- Битва за Альбермайл-Саунд
- Битва при Шербурі
- Битва у затоці Мобіл
- Перша битва за форт Фішер
- Друга битва за форт Фішер
- Битва за Трент Річ

Крім того були чисельні невеликі сутички між океанським кораблями Союзу і кораблями Конфедерації які намагалися прорвати блокаду, часто у Карибському морі, але також і у Атлантиці, найбільш відомою стала битва при Шербурі.

### Внутрішні води
- Битви за форти Генрі та Донельсон: Битва за острів номер 10
- Битва за Плам Поінт Бенд: Битва за Мемфіс: Битва за Сент-Чарльз (експедиція Білою річкою)
- Віксбурзька кампанія
  - Битва за форт Гіндман
  - Експедиція Язу Пас
  - Експедиція Стіла Байо
  - Битва за Велику затоку: Експедиція Червоною річкою

Тут не враховано кілька сутичок, в яких флот брав участь певною мірою. Сюди можна віднести битви при Шайло та Малверн-Гілл. Вони не включені до списку, тому що екіпажі не брали участь у плануванні або у підготовці битви.